# Herr Hase und das schöne Geschenk
Herr Hase und das schöne Geschenk (englischer Originaltitel Mr. Rabbit and the Lovely Present) ist ein Bilderbuch der US-amerikanischen Kinderbuchautorin Charlotte Zolotow, das 1962 bei Harper and Row mit Illustrationen von Maurice Sendak veröffentlicht wurde. Die deutsche Erstausgabe wurde 1969 beim Diogenes Verlag veröffentlicht.

## Inhalt
Ein kleines Mädchen bittet einen Hasen, ihm bei der Suche nach einem geeigneten Geburtstagsgeschenk für seine Mutter zu helfen. Das Mädchen möchte seiner Mutter etwas schenken, was sie gern hat. Da die Mutter die Farbe Rot mag, schlägt der Hase rote Unterwäsche, Dachziegeln, einen Rotkardinal und ein Feuerwehrauto vor, ehe sich das Mädchen und der Hase auf rote Äpfel einigen. Die Mutter mag auch die Farbe Gelb, deshalb regt der Hase der Reihe nach ein gelbes Taxi, die Sonne, einen Kanarienvogel oder Butter für ein Geschenk an. Schließlich einigen sich die beiden auf Bananen. Ähnlich setzt sich die Geschichte mit den Farben Grün und Blau fort: Der Hase macht zuerst stets wenig geeignete Vorschläge, doch schließlich entsteht ein kleiner Obstgeschenkkorb bestehend aus Äpfeln, Bananen, Birnen und blauen Trauben. Das Mädchen bedankt sich beim Hasen für seine Hilfe und dieser verabschiedet sich mit einem Geburtstagsgruß an des Mädchens Mutter.

## Rezeption
Nicholas Tucker schreibt in seiner Rezension: „Die Geschichte mischt Wiederholungen mit Neuem in einem ausgewogenen Verhältnis und bietet jungen Lesern eine Geschichte, die sie schon bald mit Spannung erwarten und genießen können. Auch die begleitenden Illustrationen von Maurice Sendak zeigen ein breites Spektrum an Emotionen. […] Sanft, humorvoll, unvorhersehbar und scheinbar mit einer ganz eigenen Logik ist dies eines jener Bilderbücher, die man, wenn man sie einmal erlebt hat, nicht mehr vergessen kann, egal wie alt man ist.“ Die Berner Zeitung Der Bund schreibt über Herr Hase und das schöne Geschenk: „Eines der schönsten Hasenbücher der letzten hundert Jahre. Eine entzückende Geschichte, die ganz Pastell, ganz Sommer, ganz Märchen ist.“

## Auszeichnungen
Das Buch wurde 1963 als Caldecott Medal Honor Book ausgezeichnet.

## Referenzen
Herr Hase und das schöne Geschenk wird in dem literarischen Nachschlagewerk 1001 Kinder- und Jugendbücher – Lies uns, bevor Du erwachsen bist! für die Altersstufe 5+ Jahre empfohlen. Das Buch ist außerdem in der Anthologie The Hutchinson Treasury of Children's Literature enthalten.

## Ausgaben
- Mr. Rabbit and the Lovely Present. Harper and Row, USA 1962 (englisch).
- Herr Hase und das schöne Geschenk. Diogenes, 1969.